# 根本俊郎
根本 俊郎（ねもと としろう）は、元アマチュア野球選手である。ポジションは投手。

## 来歴・人物
宮城水産高校では、1972年夏の甲子園県予選3回戦で宮城工に敗れ、甲子園出場を果たすことができなかった。高校卒業後は河合楽器に入社。1975年の都市対抗では、深沢恵雄（日本楽器から補強）と投の二本柱を組む。2回戦で先発するが大昭和製紙の池田信夫に完封負け。同年の社会人日本選手権では1回戦で先発するが、住友金属の林正広に9回裏サヨナラ適時打を喫し0-1で惜敗。
同年のドラフト会議で大洋ホエールズから5位指名を受けたが入団を拒否し、チームに残留した。また翌1976年のドラフト会議でも阪急ブレーブスから5位指名を受けたが入団を拒否、チームに残留し、1981年までプレーした。その後、河合楽器でコーチを務めた。